# 카스텔누오보베라르덴가
카스텔누오보베라르덴가(이탈리아어: Castelnuovo Berardenga)는 이탈리아 토스카나주 시에나도에 있는 코무네다. 피렌체에서 남동쪽 50km, 시에나에서 동쪽 14km 거리에 있다. 1932년 이후로 키안티 포도주 생산 지역에 포함되었다.